# Газети Луганської області
Газети Луганської області — сукупність газет, що видавалися, або видаються на території Луганської області України.

## Реєстр ЗМІ Луганської області

### Сфера розповсюдження Луганська область (серія ЛГ)
| Свідоцтво                      | Назва видання                     | Зображення | Засновники, власники                                                                                   | Адреса редакції                                          | Інше |
| ------------------------------ | --------------------------------- | ---------- | --- | -------------------------------------------------------- | ---- |
| № 3 від 18 листопада 1993 року | газета «Экспресс-клуб»            |            | ТОВ «Вланик»                                                                                           |                                                          |      |
| № 14 від 9 грудня 1993 року    | газета «Земля-Людина-НЛО-Всесвіт» |            | Блізнюков Віктор Семенович; Блізнюков Андрій Вікторович; Мороз Лариса Вікторівна                       |                                                          |      |
| № 16 від 9 грудня 1993 року    | газета «Сєвєродонецькі вісті»     |            | Сєвєродонецька міська Рада народних депутатів                                                          | Сєвєродонецьк, Радянський проспект, 12                   |      |
| № 22 від 14 грудня 1993 року   | газета "Шахтарське життя"         |            | Трудовий колектив шахти "Ніканор"                                                                      |                                                          |      |
| № 31 від 24 грудня 1993 року   | газета "Університетський вісник"  |            | Східноукраїнський державний університет                                                                |                                                          |      |
| № 32 від 24 грудня 1993 року   | газета "Коксохимик"               |            | Трудовий колектив                                                                                      |                                                          |      |
| № 37 від 29 грудня 1993 року   | газета "Созідатель"               |            | Сєвєродонецький будівельно-промисловий концерн "Луганськбуд"                                           |                                                          |      |
| № 39 від 30 грудня 1993 року   | газета "Панорама плюс"            |            | Романов Владислав Вікторович                                                                           |                                                          |      |
| № 51 від 26 січня 1994 року    | газета "Футбольний огляд"         |            | Луганська обласна федерація футболу                                                                    |                                                          |      |
| № 52 від 28 січня 1994 року    | газета "Товарищ"                  |            | виробниче об'єднання "Антрацит"; Антрацитівський терком профспілки працівників вугільної промисловості |                                                          |      |
| № 856 від 19 січня 2006 року   | газета "Життя регіону"            |            | Луганська міська організація Партії регіонів України                                                   | 91000, Луганська обл., м. Луганськ, вул. Карла Маркса, 7 |      |